# Lecey
Lecey é uma comuna francesa na região administrativa de Grande Leste, no departamento de Haute-Marne. Estende-se por uma área de 7,85 km². Em 2010 a comuna tinha 207 habitantes (densidade: 26,4 hab./km²).